# 阿塔拉亚 (加维昂)
阿塔拉亚是葡萄牙波塔莱格雷区的一个堂区。总面积19.35平方公里，总人口165人，人口密度8.5人/平方公里。